# Kakizaki Kageie
Kakizaki Kageie est un nom japonais traditionnel ; le nom de famille (ou le nom d'école), Kakizaki, précède donc le prénom (ou le nom d'artiste).
Kakizaki Kageie (柿崎景家, 1513 ?-5 décembre 1574) est un samouraï de l'époque Sengoku au service du clan Uesugi de la province d'Echigo. Il est un des principaux généraux d'Uesugi Kenshin et compte parmi les commandants des Uesugi aux batailles de Kawanakajima qui opposent ceux-ci aux Takeda de 1553 à 1564.  

## Postérité
Son rôle est tenu par Yū Fujiki dans le taiga drama Ten to chi to (1969).   

## Source de la traduction
- (en) Cet article est partiellement ou en totalité issu de l’article de Wikipédia en anglais intitulé « Kakizaki Kageie » (voir la liste des auteurs).